# Station Łowyń
Station Łowyń is een spoorwegstation in de Poolse plaats Łowyń.